# Полліанна
«Полліанна» (англ. Pollyanna) — роман-бестселер американської письменниці Елеонор Портер, опублікований в 1913 році, про дівчинку-сироту, яка знаходить позитив у будь-яких обставинах і ситуаціях. Існує продовження книги «Полліанна дорослішає» (англ. Pollyanna Grows Up), написане самою Елеонор Портер, і багато сиквелів, зокрема авторства Елізабет Бортон, Гарріет Ламміс Сміт і Коліна Л. Ріса.
Книга давно стала класикою дитячої літератури. За мотивами «Полліанни» в США та інших країнах знято кілька телесеріалів і фільмів, найвідоміші з яких фільми «Полліанна» 1920 року з Мері Пікфорд та «Полліанна» 1960 року компанії Disney, головну роль в якому виконала Гейлі Мілз.

## Сюжет
11-річна Полліанна приїжджає до своєї тітки — міс Поллі Ґарінгтон в Белдінгсвілль, Вермонт із маленького містечка, розташованого на Далекому Заході. Батько Полліанни — пастор-міссіонер Джон Віттієр помер, не залишивши ніякого спадку: отримуючи невелику зарплатню, він залишив по собі лише декілька книг. Оскільки мати Поліанни Дженні давно померла, а інших родичів у дівчинки не було, впливові жителі містечка відправляють її до тітки Поллі.
Мати Полліанни — старша сестра тітки Поллі — свого часу вийшла заміж за молодого пастора, віддавши перевагу коханню перед багатим женихом і становищем у суспільстві. Після чого родина розірвала з нею будь-які стосунки. Певний час Дженні хотіла налагодити взаємини, навіть єдину дитину, яка вижила, доньку, назвала на честь своїх сестер Поллі і Анни — Полліанною. Але її листи залишалися без відповіді… Тепер, 25 років потому, тітка Поллі живе одна в величезному будинку, успадкованому після смерті всіх її родичів. Вона педантична, сувора й дає згоду на приїзд племінниці виключно з почуття обов'язку. Полліанні виділяє аскетичну кімнатку на горищі, без дзеркала, з голими стінами та практично без меблів, бажаючи, по можливості, віддалитися від дівчинки та водночас вберегти будинок від дитячих рук.
Поліанна ж є повною протилежністю тітки Поллі: вона активна, життєрадісна, розсудлива. Дівчинка вчить своє оточення «грі в радість», якої її навчив свого часу батько, пояснивши, що треба радіти всьому тому, що в тебе є…
А розпочалося все із простого бажання донечки отримати в подарунок ляльку. Та в речах, які надійшли з пожертвами, ляльки не було, а надіслали милиці. Дівчинка заплакала, як зробила б будь яка дитина. На що батько зауважив, що треба радіти з того, що милиці їм не потрібні. Відтоді вони завжди бавилися «в радість», знаходячи привід для оптимізму в кожній події. І чим важчі ситуації (бідність, нерозуміння, самотність) оточували родину, тим цікавішою ставала гра. Батько-пастор у хвилину відчаю порахував навіть «радісні» тексти з Біблії, яких виявилося аж 800, і які допомогли йому іншими очима подивитися на свою професію та призначення…
Тож, коли Полліанна опинилася в аскетичних умовах нової родини — тітки Поллі, вона доклала максимум зусиль, щоб не зламатися і знайти привід для радості. Дівчинка знаходила її для всіх — служанки Ненсі, садівника Тома, місцевого пастора Пола Форда, жінки-інваліда місіс Сноу, безлюдькуватого містера Пендлтона, безпритульного хлопчика Джимма Бінна та інших жителів містечка, чим змінювала їх життя на краще. Тільки тітка Поллі не долучалася до гри, вона заборонила дівчинці згадувати про батька, тому не знала її умов. А Полліанні так хотілося грати з найріднішою людиною!
Життя змінив страшний випадок і вирок лікарів. А коли будинок тітки Поллі обернувся у місце паломництва жителів містечка, які, бажаючи підтримати свою улюбленицю, приходили й розповідали, як гра змінила їх життя, тітка Поллі не втрималася. На той час її «обов'язок» перейшов у справжню любов до племінниці…

## Вплив
Цитата «Коли ви шукаєте погане в людстві, очікуючи знайти його, ви обов'язково знайдете» з'являється у діснеївській кіноекранізації роману 1960 року, де її приписують Аврааму Лінкольну. Однак оригінальна цитата («Коли ви шукаєте погане, чекаючи його, ви його отримаєте») насправді взята з книги, де вона наводиться без вказівки авторства.
Внаслідок успіху роману з'явилися слова прикметник «полліаністичний» й іменник «полліанізм» та стали популярними термінами для опису типу особистості з невгамовним оптимізмом, який зберігається навіть при найнесприятливіших чи знеохочувальних обставинах. Іноді їх використовують у принизливому розумінні, коли оптимізм є надмірним до наївності або у ситуації відмови прийняти факти невдачі. Таке значення використано у вступі до пісні Джорджа та Айри Гершвінів 1930 року "But Not For Me"у виконанні Джуді Ґарленд у фільмі 1943 року «Божевільна дівчина».
Слово «полліанна» також використовується у розмовному мовленні для позначення святкового обміну подарунками, відомішого як «Таємний Санта», особливо у Філадельфії й околицях.
«Полліанна» все ще доступна у передрукованих виданнях. На піку своєї популярності книга була знана як «Весела дівчина», Parker Brothers навіть створили настільну гру The Glad Game, різновид Парчісі, яка виготовлялася та продавалася з 1915 до 1967 рік у різних версіях, схожих на популярну британську настільну гру Ludo. Бродвейська адаптація була поставлена у 1916 році. Гелен Гейс виконала головну роль.
Письменник Джером (Джеррі) Грісволд проаналізував Полліанну разом з іншими юними «героями» кількох відомих дитячих книг, зокрема «Маленький лорд Фаунтлерой», «Ребека з ферми Саннібрук» і «Таємний сад» з періоду, знаного як Золота доба дитячих книжок (приблизно від Громадянської війни в США до Першої світової війни). Він називає «Полліанну» «складним романом, повним масок» і розглядає головну героїню не як наївну дитину, а радше як обдаровану особистість зі здатністю спрямовувати свій надзвичайний оптимізм і добродушність (на благо) на маніпулювання негативними, життєвими, цинічними емоціями дорослих, які населяють її життя.
«Glad Clubs», ймовірно, були популярні протягом деякого часу; проте сумнівно, чи були вони чимось більшим, ніж рекламний трюк. Такі клуби, можливо, були лише засобом популяризації гри як методу подолання мінливостей життя, як-от втрати, розчарування та страждання. З усім тим, принаймні один такий заклад існував у 2008 році у Денвері, Колорадо.

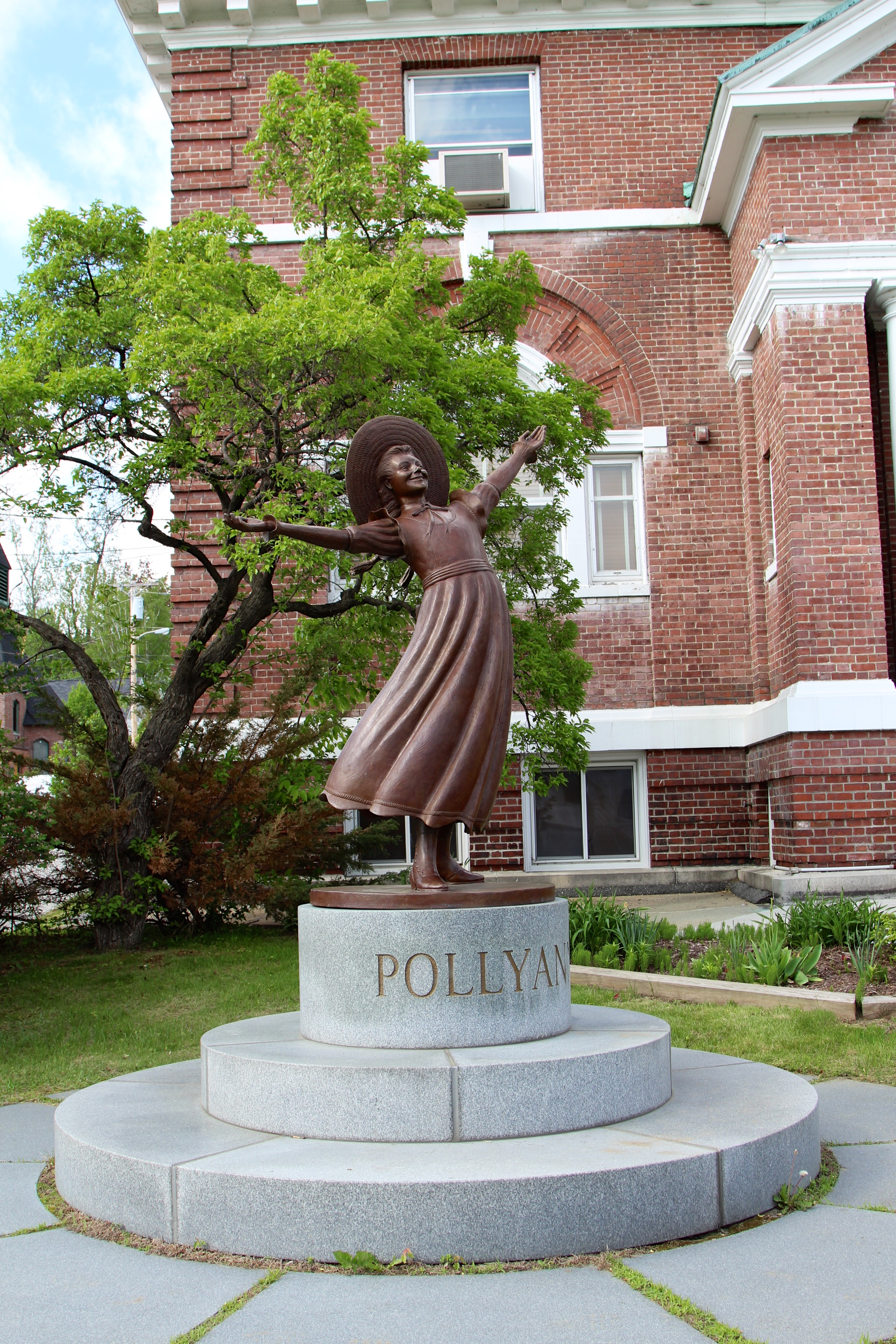
Статуя Полліанни перед міською бібліотекою Літтлтона

У 2002 році жителі Літтлтона, штат Нью-Гемпшир, відкрили бронзову статую на честь Елеонор Портер, авторки книг про Полліанну та однієї з найвідоміших мешканок міста. Статуя зображує усміхнену Полліанну з широко розкинутими руками для привітання. У Літтлтоні також щоліта проводиться фестиваль.
Відомий американський письменник-фантаст Рей Бредбері сказав про себе: «Янус, дволикий бог, який наполовину Полліанна, а наполовину Кассандра, який попереджає про майбутнє і, можливо, живе занадто багато в минулому — поєднання обох».
У посланні Конгресу у 1973 році Річард Ніксон писав: «Я вважаю, що між Кассандрами та Полліаннами завжди є розумна середина. Ми повинні виходити з цієї позиції».
Серії відеоігор «Mother» і «Super Smash Bros.» містять пісню (крім «Super Smash Bros.» для Nintendo 64 і 3DS) «Pollyanna (I Believe in You)». У «Brawl» і «Melee» пісня називалася спочатку «Mother 2». Вона є відсиланням до роману; лірична версія, створена та видана на компакт-диску з саундтреком, підсилює покликання у тексті.

## Екранізації за романом «Полліанна»
- 1920 р. — «Полліанна» — німий, чорно-білий; режисер Пол Пауел, у головній ролі Мері Пікфорд (США)
- 1958 р. — «Полліанна» — чорно-білий (Бразилія)
- 1960 р. — «Полліанна» — кольоровий; студія Волта Діснея, режисер Девід Свіфт, у головній ролі Гейлі Мілз (США)
- 1971 р. — «Життя прекрасне, коли любиш» — фільм за романом «Полліанна» (Туреччина)
- 1973 р. — «Полліанна» — телефільм; у головній ролі Елізабет Арчард (Велика Британія)
- 1982 р. — «Пригоди Полліанни» — телефільм; у головній ролі Петсі Кензіт (США)
- 1986 р. — «Полліанна» — мультиплікаційний телесеріал (Японія)
- 1989 р. — «Поллі» — музичний фільм за романом «Полліанна» (США)
- 1990 р. — «Поллі. Повернення додому» — музичний фільм; усі дійові особи — персонажі «Полліанни» (США)
- 2003 р. — «Полліанна» — телефільм; режисерка Сара Гардінг, у головній ролі Джорджина Террі (Велика Британія)

## Видання українською мовою
- Поліанна : роман / Е. Портер; Пер. з англ. Б. Гора ; Худож. Л. С. Голембовська. — К. : Школа, 2004. — 224 с. : іл. — (Золота бібліотека видавництва Школа). — ISBN 966-661-248-8
- Полліанна : повість / Елеанор Портер; пер. з англ. М. Карнаух-Шурпік. — Тернопіль : Навчальна книга — Богдан, 2013. — 256 с. — (Серія «Богданова шкільна наука»). — ISBN 978-966-10-3625-3 (серія); ISBN 978-966-10-3355-8
- Полліанна / Елінор Портер; Пер. з англ. Катерини Рябовол. — К. : Знання, 2018. — 240 с. — (Серія «American library»). — ISBN 978-617-07-0428-3 (American library); ISBN 978-617-07-0647-8
- Полліанна / Еленор Портер; пер. з англ. В. Б. Чайковського. — Харків : Фоліо, 2019. — 236 с. — (Шкільна бібліотека української та світової літератури). — 2000 прим. — ISBN 978-966-03-8251-0. — ISBN 978-966-03-5461-6 (Шкільна бібліотека української та світової літератури)
- Поліанна / Елеонор Портер; пер. з англ. Богдана Гора. — К.: Час Майстрів, 2022. — 296 с. іл. — Н. Каламєєць. — ISBN 978-966-915-370-8